# 2011年全仏オープン
2011年 全仏オープン（2011ねんぜんふつオープン、Internationaux de France de Roland-Garros 2011）は、フランス・パリにある「スタッド・ローラン・ギャロス」にて、2011年5月22日から6月5日まで開催された。

## シニア

### 男子シングルス
ラファエル・ナダル def.  ロジャー・フェデラー, 7–5, 7–6(3), 5–7, 6–1
- ナダルは2年連続6度目の優勝であり、オープン化以降ではビョルン・ボルグと並んで1位である。

### 女子シングルス
李娜 def.  フランチェスカ・スキアボーネ, 6–4, 7–0(0)
- 李娜はアジア人として男女を通して初めての4大大会シングルス優勝である。

### 男子ダブルス
マックス・ミルヌイ /  ダニエル・ネスター def.  フアン・セバスティアン・カバル /  エドゥアルド・シュワンク, 7–6(3), 3–6, 6–4
- このペアでは初優勝になるが、共に3度目の大会優勝である。

### 女子ダブルス
アンドレア・フラバーチコバ /  ルーシー・ハラデツカ def.  サニア・ミルザ /  エレーナ・ベスニナ, 4-6, 7-6(5), 7-6(3)
- フラバーチコバとハラデツカにとって4大大会初優勝である。

### 混合ダブルス
スコット・リプスキー /  ケーシー・デラクア def.  ネナド・ジモニッチ /  カタリナ・スレボトニク, 7–6(6), 4–6, [10–7]
- リプスキーとデラクアにとって4大大会初優勝である。